# Fachr ad-Din Turan Schah
Al-Mu’azzam Fachr ad-Din Turan Schah (arabisch المعظم فخر الدين توران شاه, DMG al-Muʿaẓẓam Faḫr ad-Dīn Tūrān Šāh; * um 1180; † 1260) war ein Prinz der Ayyubidendynastie und der letzte überlebende Sohn des Dynastiegründers an-Nasir Salah ad-Din Yusuf (Saladin).
Turan Schah führte ein Kriegerleben und ist nicht durch besondere politische Ambitionen hervorgetreten. Als im Jahr 1250 in Ägypten die Ayyubiden von den Mamluken gestürzt wurden, schloss er sich dem Gefolge seines Großneffen an-Nasir Yusuf an und unterstützte diesen bei der Inbesitznahme von Damaskus. Anschließend war er einer der Feldherren in der Schlacht von al-Kura (2. Februar 1251), in der er verwundet wurde und mit seinem Bruder Nusrat ad-Din in die Gefangenschaft der Mamluken fiel. Sein Sohn, Tadsch al-Muluk, wurde ebenfalls schwer verwundet und starb darauf in Jerusalem.
Nachdem er im Rahmen eines Friedensvertrags 1254 aus seiner Gefangenschaft herausgelöst worden war, schloss sich Turan Schah wieder seinem Großneffen an. Als im November oder Dezember 1259 die Mongolen unter Hülegü den Euphrat nach Syrien überschritten hatten, wurde er von seinem Neffen zum Kommandeur von Aleppo ernannt. Trotz seines greisenhaften Alters zog er mit einem um örtliche Milizen verstärkten Ayyubidenheer den Mongolen entgegen. Angesichts der zahlenmäßigen Übermacht der Mongolen zog er sich bis Anfang Januar 1260 in die befestigte Stadt Aleppo zurück. Eine Aufforderung Hülegüs zur Unterwerfung schlug er aus, worauf die Mongolen am 18. Januar 1260 die Belagerung von Aleppo aufnahmen. Sie wurden dabei von den Armeniern unter Hethum I. und den Franken unter Bohemund VI. von Antiochia unterstützt. Die Stadt wurde mit mehr als zwangig Mangonels beschossen. Am 24. Januar erstürmten die Mongolen die Stadt, wobei Turan Schah der Rückzug in die Zitadelle gelang, wo er sich mit einer relativ großen verbliebenen Truppe verschanzte. Die Stadt wurde nun geplündert, die Bevölkerung massakriert und ihre Häuser zerstört, bis Hülegü nach sechs Tagen Einhalt befahl. Die große Hauptmoschee war auf Hethums Befehl niedergebrannt worden. Von den Ausschreitungen verschont blieben nur wenige Gebäude und die Menschen, die sich in diese geflüchtet hatten, so etwa das Sufi-Kloster, die Synagoge, die Kirche der Jakobiter und die Gebäude einiger Adliger, deren Herren sich schon im Vorfeld der Belagerung den Mongolen unterworfen hatten. In der Zitadelle hielten sich die Verteidiger einen weiteren Monat, hatten aber keine Aussicht auf Entsatz, so dass Turan Schah die Zitadelle schließlich am 25. Februar 1260 übergab, im Gegenzug für freien Abzug mit seinen Männern. Durch seinen Einsatz hatte er den Vormarsch der Mongolen nach Damaskus um immerhin fünf Wochen verzögert. Wenige Tage nach dem Fall von Aleppo starb Turan Schah.